# Anacolia scioana
Anacolia scioana là một loài rêu trong họ Bartramiaceae. Loài này được Brizi Broth. mô tả khoa học đầu tiên năm 1924.